# The Impostor (film 1918)
The Impostor è un film muto del 1918 diretto da George Abbott e Dell Henderson. Prodotto dalla Empire All Star Corp e distribuito dalla Mutual, il film aveva come interpreti Anna Murdock, David Powell, Lionel Adams, Richie Ling, Charlotte Granville, Eleanor Seybolt.
La sceneggiatura di Anthony Paul Kelly si basa sull'omonimo lavoro teatrale di Leonard Merrick e Michael Morton andato in scena in prima a Broadway il 20 dicembre 1910. La pièce ispirò anche A Daughter of Luxury un film del 1922 diretto da Paul Powell con Agnes Ayres.

## Trama
Mary Fenton, cantante solista nel coro della chiesa di una piccola città, viene raggirata da un falso impresario che le racconta che, guidata da lui, con soli sei mesi di lezioni di canto nella sua scuola di New York, potrà diventare una cantante famosa. Piena di speranze, la ragazza giunge a New York. Ma trova la scuola chiusa e quasi subito viene derubata di tutto il suo denaro. Seduta su una panchina del parco, senza un soldo e senza amici, attira l'attenzione di un uomo, Charles Owen, che le promette denaro e protezione attirandola così nel proprio appartamento. Ma un amico di sua moglie arriva in casa e Charles presenta Mary come sua cognata. La ragazza viene così invitata nella casa di campagna dei Walford. Ma quando la moglie di Owen ritorna, Mary deve per forza confessare tutto ai suoi ospiti. Il giovane Blake Waldorf, che si è innamorato di lei, la perdona e le chiede di sposarlo.

## Produzione
Il film fu prodotto dalla Empire All Star Corp.

## Distribuzione
Il copyright del film, richiesto dalla Empire All Star Corp., fu registrato il 14 gennaio 1918 con il numero LP11957. Lo stesso giorno, il film uscì nelle sale cinematografiche statunitensi distribuito dalla Mutual.
Non si conoscono copie ancora esistenti della pellicola che viene considerata presumibilmente perduta.